# Đại học Favaloro
Đại học Favaloro (tiếng Tây Ban Nha: Universidad Favaloro) là một trường đại học tư thục của Argentina, tọa lạc tại thành phố Buenos Aires. Trường được thành lập bởi một nhà phẫu thuật nổi tiếng thế giới René Favaloro năm 1998, dù trường nhận được sự chấp thuật cuối cùng theo một sắc lệnh của Tổng thống Argentina Néstor Kirchner số 963/03 ngày 23 tháng 10 năm 2003. Tuy nhiên, Favaloro không thể nhìn thấy dự án của mình thành hiện thực do ông đã tự sát vài năm trước đó.

## Các khoa
- Khoa Kỹ thuật và Khoa học tự nhiên và Khoa học Chính xác
- Khoa Khoa học Y tế
- Khoa Khoa học Con người và Hành vi